# يوجين ويلسون
يوجين ويلسون (بالإنجليزية: Eugene Wilson)‏ (و. 1980  م) هو لاعب كرة قدم أمريكية، من الولايات المتحدة، ولد في ميريلفيل، يلعب كمُؤمن ‏.

## التعليم
تعلم في جامعة إلينوي ‏.